# Phyllis Bedells
Phyllis Bedells, née le 9 août 1893 à Bristol et morte le 2 mai 1985 à Henley-on-Thames, est une danseuse de ballet et professeure de danse britannique.

## Jeunesse
Ethel Phyllis Bedells est née à Knowle, dans la banlieue de Bristol. Son père est commis à la Bristol Gas Company ; ses deux parents sont musiciens. Son père a fondé la Bristol Amateur Operatic Society; Phyllis et sa mère apparaissent dans les spectacles de cette société. Elle fréquente une école de théâtre à Nottingham. Elle étudie le ballet avec Malvina Cavallazzi (it),, Alexander Genée, Adolph Bolm, Enrico Cecchetti et Anna Pavlova.

## Carrière
À partir de 1907, Phyllis Bedells danse avec la troupe de l'Empire Theatre dans le West End, à Londres et y devient la première premiere danseuse britannique en octobre 1913, succédant à Lydia Kyasht,. Elle part en 1916 pour danser dans des revues musicales du West End et dans des ballets d'opéra à Covent Garden.
Elle apparait dans deux films muets, Fairyland (1916) et The Land of Mystery (1920).
Elle est membre fondatrice de la Royal Academy of Dance (en) en 1920 et participe à l'élaboration de son premier programme. Elle est également membre de la Camargo Society (en) fondée en 1929,.
En 1927, Ninette de Valois monte un programme de ballets pour Phyllis Bedells et Anton Dolin pour une tournée provinciale qui se termine au Coliseum Theatre.
En 1931, elle apparaît comme artiste invitée avec le Royal Ballet.
Bedells prend sa retraite en 1935, donnant une représentation d'adieu au London Hippodrome (en),.
Elle devient professeure de ballet et examinatrice à la Royal Academy of Dance (en). Ses élèves sont notamment Christine Beckley, Hedley Briggs, Annabel Farjeon (en), Felicity Gray, Laurel Martyn, Edna L. McRae (en), Claude Newman (en), Ine Rietstap, Valerie Taylor, Joan Tucker.
Elle publie son autobiographie, My Dancing Days, en 1954. En 1976, elle enregistre une interview pour le Dance Oral History Project à la New York Public Library.
En 1979, la bourse annuelle Phyllis Bedells est créée en son honneur.

## Représentations

### À l'Empire Theatre à Londres
- 1906 : The Débutante, 15 novembre[15].
- 1907 : La Belle du bal, Tiny Trippit[16].
- 1908 : A Day in Paris, ballet de Newnham-Davis, 19 octobre[15].
- 1909 : Round The World, ballet de Newnham-Davis, 12 octobre[17],[15].
- 1910  The Dancing Master, de C.Wilhelm, adaptation de The Débutante, juillet, Mlle Lutine[18],[15].
- 1911 : Sylvia, adaptation de C.Wilhem, musique de Leo Delibes, 18 mai[19],[20].
- 1912 : La Chauve-Souris, ballet du 2nd acte, adaptation de Gladys Unger musique de Johann Strauss[21].
- 1913 : The Reaper's Dream, musique de Tchaïkovski et Leo Delibes, le 11 février, Sun-Ray[15].
- 1913 : The Water Nymph, chorégraphie de Lydia Kyasht, musique de Pouney, 2 avril[15],[22].
- 1913 : First Love, chorégraphie de Lydia Kyasht, musique de Glinka, 24 septembre[22].
- 1913 : Philomèle puis Titania, reine des fées, dans Titania, de Lydia Kyasht et C.Wilhelm, d'après Le Songe d'une nuit d'été, musique de Felix Mendelssohn et Alphonse Clarke, le 4 octobre[4],[5].
- 1914 : Nuts and Wine[23].
- 1915 : The Vine[5].
- 1915 : Pastorale[5].

### Autres
- 1919 : Joy-Bells !, revue d'Albert de Courville au London Hippodrome (en), 25 mars (723 représentations)[24],[25].

- 1926 : Exercises, avec Anton Dolin, au Coliseum Theatre[5].
- 1926 : Jacques and Jill, avec Dolin, au Coliseum Theatre[5].
- 1927 : Movement, chorégraphie de  Ninette de Valois, musique de Leighton Lucas, avec Anton Dolin, tournée finissant au Coliseum Theatre[10],[26].
- 1931 : Fête Polonaise, chorégraphie de  Ninette de Valois, musique de Glinka, au Savoy Theatre[10].
- 1932 : Giselle, reprise au Savoy Theatre[5].
- 1932 : Le Lac des Cygnes, reprise au Savoy Theatre[5].
- 1933 : The Débutante, reprise au Théâtre royal danois[5].

## Vie privée
Phyllis Bedells épouse le major Ian Gordon McBean en 1918. Ils ont un fils et une fille. Leur fille, Jean Bedells (1924-2014), est également danseuse, tout comme la fille de Jean, Anne Bedells.
Avec son mari, le major Ian Macbean, elle dirige « The West of England  Academv of Dancing and Physical Culture » à Clifton.
Phyllis Bedells meurt en 1985, à Henley on Thames, à l'âge de 91 ans. Il existe une collection de ses papiers dans les archives de la Royal Academy of Dance. Un costume de ballet porté par Bedells en 1933 fait partie de la collection du Victoria and Albert Museum.